# 古懿
古懿，四川泸州人，美国乔治亚大学化学系博士留学生，曾参与声援香港雨伞革命等行动，並於六四事件二十六周年前夕发表了“六四公开信”。

## 简历
2009年7月，因为在“维吾尔在线”等网站上批评中国政府的新疆政策，主张以民主化取代党控制下的种族政治，被当局调查并警告。
2014年5月，留学美国乔治亚大学的古懿参加了全美学自联在中国驻美大使馆门口举行的六四事件二十五周年纪念活动。
2014年9月，在纽约时报中文网发表“伊力哈木入狱令人寒心” 一文， 回忆过去与著名维吾尔意见领袖伊力哈木·土赫提等人通过网络互动的经过，谴责中国政府将其逮捕入狱并判处重刑。
2014年10月，古懿参加了在华盛顿地区支持雨伞革命的示威游行，接受美国之音等媒体采访时称“为自由而反抗压迫是自己的价值观，希望结束人们不得不生活在恐惧中的岁月”。
2015年1月以来，在博讯等网站发表多篇文章，谴责中国政府对少数民族、维权人士等群体的镇压政策，认为中国共产主义体制是ISIS相似的政教合一形式。
2015年5月，古懿执笔了一封题为《六四26周年致国内同学的公开信》的公开信，揭示“六四”真相，表示“中共屠夫政权”没资格为六四受害者“平反”、“刽子手必须受到审判”，呼吁国内学生了解中共从1921年以来的整个罪恶历史，反思中国苦难的根源，并与留学澳大利亚的吴乐宝、密西根州立大学的陈炳旭等多位来自各国的中国海外留学生联署。公开信发出后，中国政府官媒《环球时报》于5月26日发文《境外势力试图煽动八零后九零后》来进行批评，随后紧急撤下该文，但却导致古懿的公开信引起了更多关注，引来了更多中国国内外学生签名联署。
2015年6月，主持纵览中国新生代的六四专题征文活动，邀请八零后九零后同龄人就六四话题分享自己的知识和心路历程，收录近30篇来稿。
2015年7月24日，古懿和唐路在Change.org发起致信国际奥林匹克委员会反对北京申办2022年冬季奥林匹克运动会。信中说：“纯洁的奥林匹克梦决不应服务于主办国政府严重的对内镇压、“在现政府统治下，在北京再次举办奥运会将成为耻辱载入史册“，呼吁国际奥委会委员投票否决北京的申请。该信得到陈光诚、方政、胡佳、滕彪、吴乐宝、吴仁华、周锋锁等中国知名民运和维权人士联署。中国外交部发言人洪磊回应说此举“动机卑劣、无法得到支持”。
2016年1月25日，古懿发起“一人一照”活动声援因煽动颠覆国家政权罪和为境外非法提供国家机密罪被判处有期徒刑19年的张海涛，他解释说，这样做是因为张海涛和自己当年一样因为反对中国政府对新疆的“殖民统治”而“因言获罪”。  
2016年4月28日，古懿应美国之音邀请分析“澳洲辱华外教”事件，认为悉尼大学中国留学生的抗议活动“有中国官方的背景“，反过来指称“小粉红才是真正的种族主义者”；同时他反对关于“台湾独立”的说法，认为是中国共产党发动了“武装叛乱”。
2016年9月1日，爱荷华州立大学毕业生权平被中国吉林省延吉市警方抓捕，其原因可能是他准备穿着文化衫上街抗议习近平。古懿于12月8日，联合张树人、易松楠共同发起海外留学生致习近平公开信，要求习近平“停止法西斯式的迫害，释放权平以及所有其他被你绑架的公民”，挑战他“谁来驾驶坦克碾压我们——八九的下一代学生”，警告他“不要谱写你自己作为暴君的未来”该信获得54位留学生联署。该信在多个内地网站和微博流传，随后中穆网可能因此被中国政府关闭，古懿认为当局阻止这封信的流传、同时借机整治穆斯林。他否认中国共产党政权的合法性，期待大规模和平抗争导致共产主义体制瓦解， 并称对“报效祖国”不感兴趣。